# Pameridea
Pameridea Reuter, 1907, è un genere di insetti Rincoti che comprende 2 specie.
Entrambe le specie vivono in stretta simbiosi con le piante del genere Roridula. Pameridea marlothii vive solo su Roridula dentata, mentre Pameridea roridulae vive anche su Roridula gorgonias.
P. roridulae può vivere solo sulle roridule nutrendosi degli insetti catturati dalla pianta; questa assorbe poi i nutrienti presenti nelle escrezioni dell'emittero.